# ドロテア・ゾフィア・フォン・プファルツ＝ノイブルク
ドロテア・ゾフィー・フォン・プファルツ＝ノイブルク（Dorothea Sophie von Pfalz-Neuburg, 1670年7月5日 - 1748年9月15日）は、パルマ公子オドアルド2世・ファルネーゼ妃、後にパルマ公フランチェスコ・ファルネーゼ妃。イタリア語名ドロテア・ソフィア・ディ・ネウブルグ（Dorotea Sofia di Neuburg）。

## 生涯
プファルツ選帝侯フィリップ・ヴィルヘルムとヘッセン＝ダルムシュタット方伯ゲオルク2世の娘エリーザベト・アマーリアの6女として生まれた。兄にヨハン・ヴィルヘルム、カール3世フィリップ、姉に神聖ローマ皇帝レオポルト1世妃エレオノーレ・マグダレーネ、ポルトガル王ペドロ2世妃マリア・ソフィア、スペイン王カルロス2世妃マリア・アナがいる。
1690年5月17日にパルマ公ラヌッチョ2世の長男オドアルドと結婚、2子を生んだ。
- アレッサンドロ・イニャツィオ（1691年 - 1693年）
- エリザベッタ（1692年 - 1766年） - スペイン王フェリペ5世妃

1693年9月6日、長男アレッサンドロの死から1ヶ月後にオドアルドが亡くなった。ドロテア・ゾフィアは1695年12月8日、オドアルドの異母弟フランチェスコと再婚した。1694年にフランチェスコはパルマ公となった。
2度目の結婚では子供が生まれなかった。1727年にフランチェスコは亡くなり、兄弟で生き残っていたアントニオが継いだ。ところが、1731年にアントニオも子なくして死に、パルマ公位はエリザベッタの生んだ16歳のカルロ（後のスペイン王カルロス3世）が継いだ。
ドロテア・ゾフィアは、ポーランド継承戦争の結果オーストリア・ハプスブルク家へとパルマ公国が割譲される1735年まで摂政を務めた。